# Żenja Sarandaliew
Żenja Sarandaliew, bułg. Женя Сарандалиев (ur. w 1961) – bułgarski sztangista.

## Biografia
Startował w wadze muszej (do 52 kg). Wicemistrz świata oraz wicemistrz Europy z Lublany (1982). 11-krotny medalista mistrzostw Bułgarii: trzykrotnie złoty (1988, 1990, 1991), trzykrotnie srebrny (1983, 1985, 1987) oraz pięciokrotnie brązowy (1980, 1984, 1986, 1989, 1992).

## Mistrzostwa świata
- Lublana 1982 –  srebrny medal (waga musza)

## Mistrzostwa Europy
- Lublana 1982 –  srebrny medal (waga musza)